# كاسبر كونيغ
كاسبر كونيغ (بالألمانية: Kasper König)‏ هو أمين متحف وأستاذ جامعي ألماني، ولد في 21 نوفمبر 1943 في متنغن ‏ في ألمانيا.

## وصلات خارجية
- كاسبر كونيغ على موقع IMDb (الإنجليزية)
- كاسبر كونيغ على موقع مونزينجر (الألمانية)